# Borsóbükköny
A borsóbükköny (Lathyrus clymenum), a lednekeknek az a faja, amelynek alsóbb levélnyelén nincs levéllemez, csak a felsőbbeken. Görögországban hagyományos étel, fava bab néven ismert. Takarmányként is hasznosították, de nagy mennyiségben, kizárólagosan fogyasztva mérgező, latirizmust okoz. Míg a csicserilednek és a szegletes lednek csak a megtermékenyülés után mérgező, a borsóbükköny mindig, de ez főzéssel enyhíthető.
A következő neveken említik még: Fava Santorinis (fava bab), Arakas, apró szemű csicseriborsó.

## Leírás

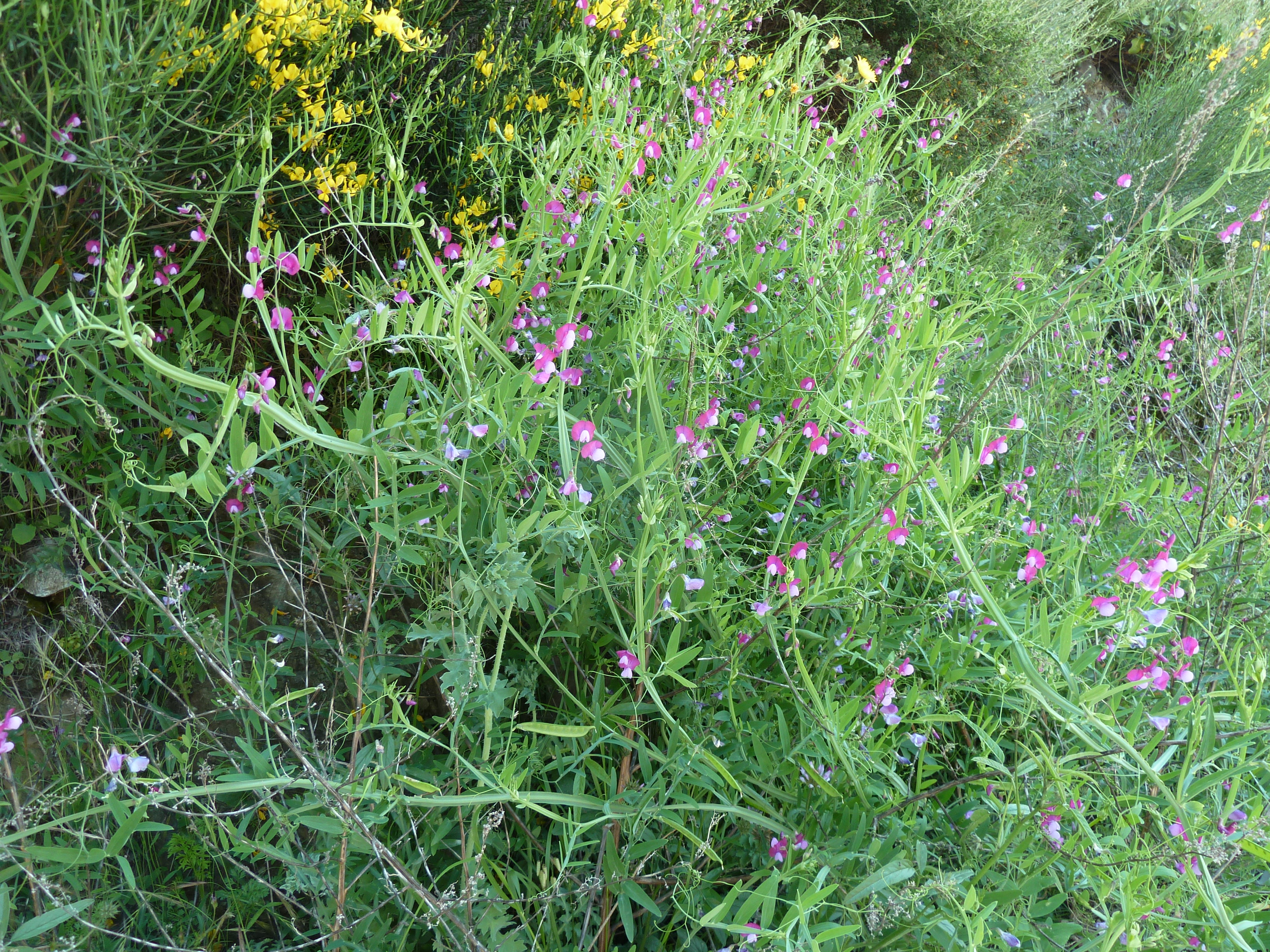

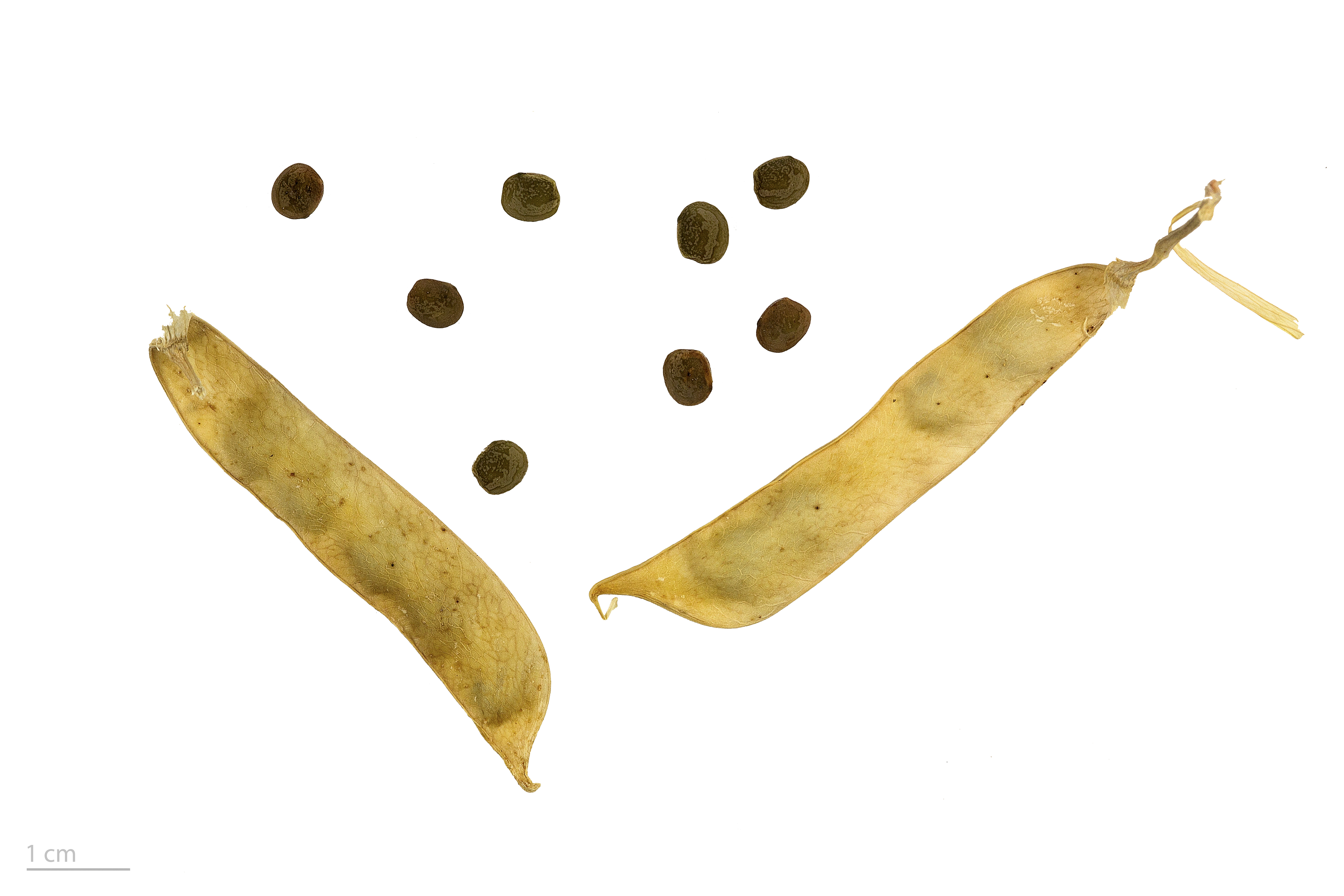
Lathyrus clymenum

A borsóbükköny szárított, hántolt és tört sziklevelei sárgás színűek, lapított korong alakúak, átmérőjük nagyjából 2 mm. Nedvességtartalma maximum 13%, minek köszönhetően nagyon hamar megfő, szénhidrát-, (63%) és fehérjetartalma (20%) pedig igen magas.
A teljesen kifejlett növény magassága 20–80 cm. Virágzása: március-május(-június), virágai 16–20 mm-esek. Elsősorban mediterrán területeken nő.
Őshonos:
Afrikában:
Makaronézia: Madeira-szigetek (Portugália), Kanári-szigetek (Spanyolország);
Észak-Afrika: Algéria, Líbia, Marokkó, Tunézia.
Nyugat-Ázsiában:
Törökország
Európában:
Délkelet-Európa: Albánia, Jugoszlávia, Görögország (Kréta), Olaszország (Szardínia, Szicília);
Délnyugat-Európa: Franciaország (Korzika), Portugália , Spanyolország (Baleares)

## Fava bab
A fava bab növényét, csak Görögországban, Szantorini szigetén és a környező szigeteken termesztik, mivel más hüvelyes termesztése nem gazdaságos és nem lehetséges a sajátos környezet miatt. A fava bab összetételére a kiemelkedően magas fehérjeszázalék és a fokozott szénhidráttartalom jellemző. Fizikai és kémiai tulajdonságainak köszönhetően a fava bab igen gyorsan fő, és ezen tulajdonságok révén laza állag és édeskés ízhatás jellemzi. Termesztési területe a Görög Köztársaság dél-égei régiójában található Kyklades megye bizonyos szigetein található.
E szigetek közös jellemzője a vulkanikus talaj és a rendkívül sajátos mikroklíma. Az éghajlat jellemzően meleg-száraz, magas a napsütéses napok száma, de erős északi szelek fújnak és a relatív páratartalom éves átlagértéke 71%. Az Athéni Agrártudományi Egyetem növényrendszertani laboratóriumában állapították meg, hogy a növény azonos a borsóbükkönnyel, és hogy a fava babot több mint 3 600 éve folyamatosan termesztik a szigeteken.

### Története
A fava szó írott forrásban először a Kr. e. 6–5. század fordulóján, Aiszkhülosz egyik elveszett tragédiájának töredékében maradt fenn, ahol igénytelen ételt jelent. E szó és az ismert étel közötti első ismert kapcsolatot a Kr. utáni 2. században élt Dioszkoridésznél találjuk, aki megemlíti, hogy a latinok faba néven ismerik az elkészítéséhez legáltalánosabban használt hüvelyest, a lóbabot (Vicia faba L.). A Kr. u. 6. században Kürillosz említi, hogy pisarion-t, azaz apró szemű csicseriborsót (arakas) használtak a fava készítéséhez, s így irodalmi szövegben először ő utal az ókori görög arakiskosa (apró szemű csicseriborsó) és a „fava” néven ismert étel közötti kapcsolatra. A fava mint Santorini egyik hagyományos terméke a negyedik művelési ágként szerepel egy Kr. u. 1850-ben készült adatösszeírásban, Gennadiosz pedig 1914-ben külön is említi kiváló minőségét, és a fava Santorinis termeléséhez használt növényt „arakas”-ként (csicseriborsó) azonosítja. E kapcsolatra számtalan 20. századi forrásban találunk utalást, de csak Karl Rechingernek sikerül 1943-ban a helyi kultúrát a Lathyrus clymenum L. néven ismert növénnyel azonosítania. A hagyományos helyi elnevezés – az arakas – laboratóriumi azonosítása a Lathyrus clymenum L.-vel a 21. század eredménye: az Athéni Agrártudományi Egyetem növényrendszertani laboratóriumában állapították meg, hogy a növény azonos a Lathyrus clymenum L.-vel.

### Oltalom alatt álló eredetmegjelölés (OEM)
Az Európai Unió Hivatalos Lapjában 2010. február 11-én jelent meg az a kérelem, amelyben Görögország kéri a Fava Szantorinisz oltalom alatt álló eredetmegjelölésként való elismerését. Az elismerésről szóló európai bizottsági határozat 2010. október 8-án jelent meg.